# Nikola Stojanović (cầu thủ bóng đá, sinh 1995)
Nikola Stojanović (sinh ngày 17 tháng 2 năm 1995) là một cầu thủ bóng đá Serbia thi đấu ở vị trí tiền vệ và tiền đạo cho Minsk.